# Шейка приклада

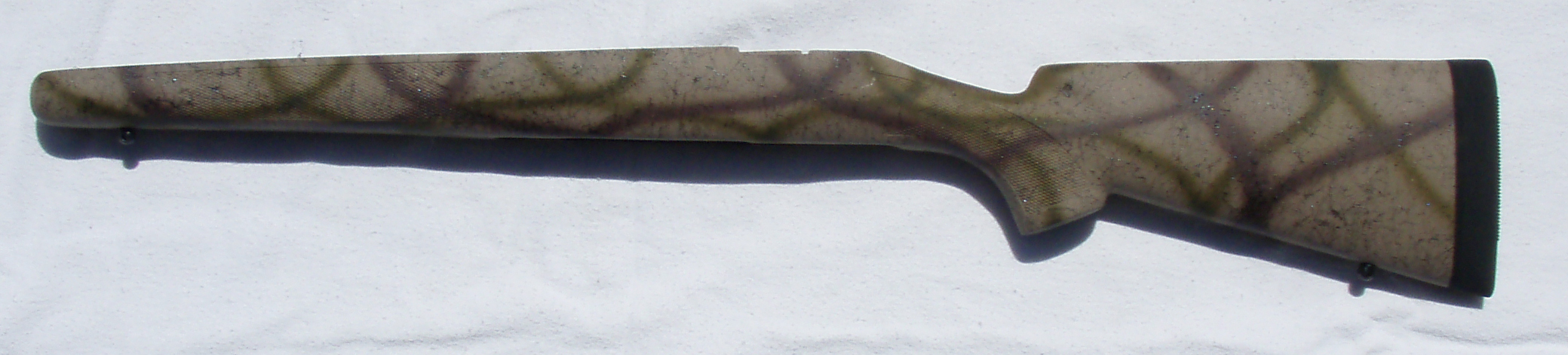
Ложа из цевья, приклада и соединяющей их шейки, Bell & Carlson.

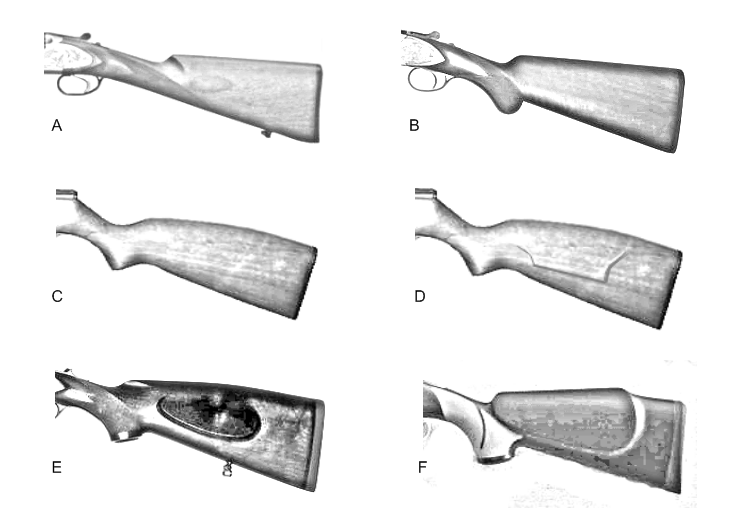
Оружейные приклады с различной формой шейки.

Шейка — часть оружейной ложи, которая соединяет цевьё и приклад (при цельной ложи), а также ствольную коробку и приклад (при раздельной ложе) ручного стрелкового оружия. 
При ведении огня и фехтовании служит для удержания стрелкового оружия правой рукой (для стрелка-правши) и имеет форму и размеры, удобные для обхвата рукой. В зависимости от формы шейки ложа может быть прямой (или английской, у которой нижняя линия шейки совпадает с нижней линией приклада), пистолетной и полупистолетной. Как правило изготовляется из дерева, крепкого и упругого, при этом материал подбирается таким образом, чтобы древесина была прямослойная и без сучков. В декоративных целях может быть украшена нарезкой сетки или резьбой.